# Esko Mikkola
Esko Mikkola (ur. 14 lutego 1975 w Tampere) – fiński lekkoatleta specjalizujący się w rzucie oszczepem.
Wicemistrz uniwersjady w Daegu w roku 2003 gdzie osiągnął wynik 75,82 i o metr przegrał złoto z reprezentantem Polski Igorem Janikiem. Uczestnik igrzysk olimpijskich w Atenach (2004). Z rezultatem 79,43 zajął 11. miejsce w finale. W 2005 bez powodzenia startował w rozgrywanych w Helsinkach mistrzostwach świata. Trzykrotny medalista mistrzostw Finlandii (2 medale srebrne - 2004, 2005 i 1 brązowy - 2008).
Rekord życiowy: 84,27 (22 lipca 2004, Nokia).